# Strongylurus arduus
Strongylurus arduus är en skalbaggsart som beskrevs av Stephen Elliott och Mcdonald 1972. Strongylurus arduus ingår i släktet Strongylurus och familjen långhorningar. Inga underarter finns listade i Catalogue of Life.

## Bildgalleri

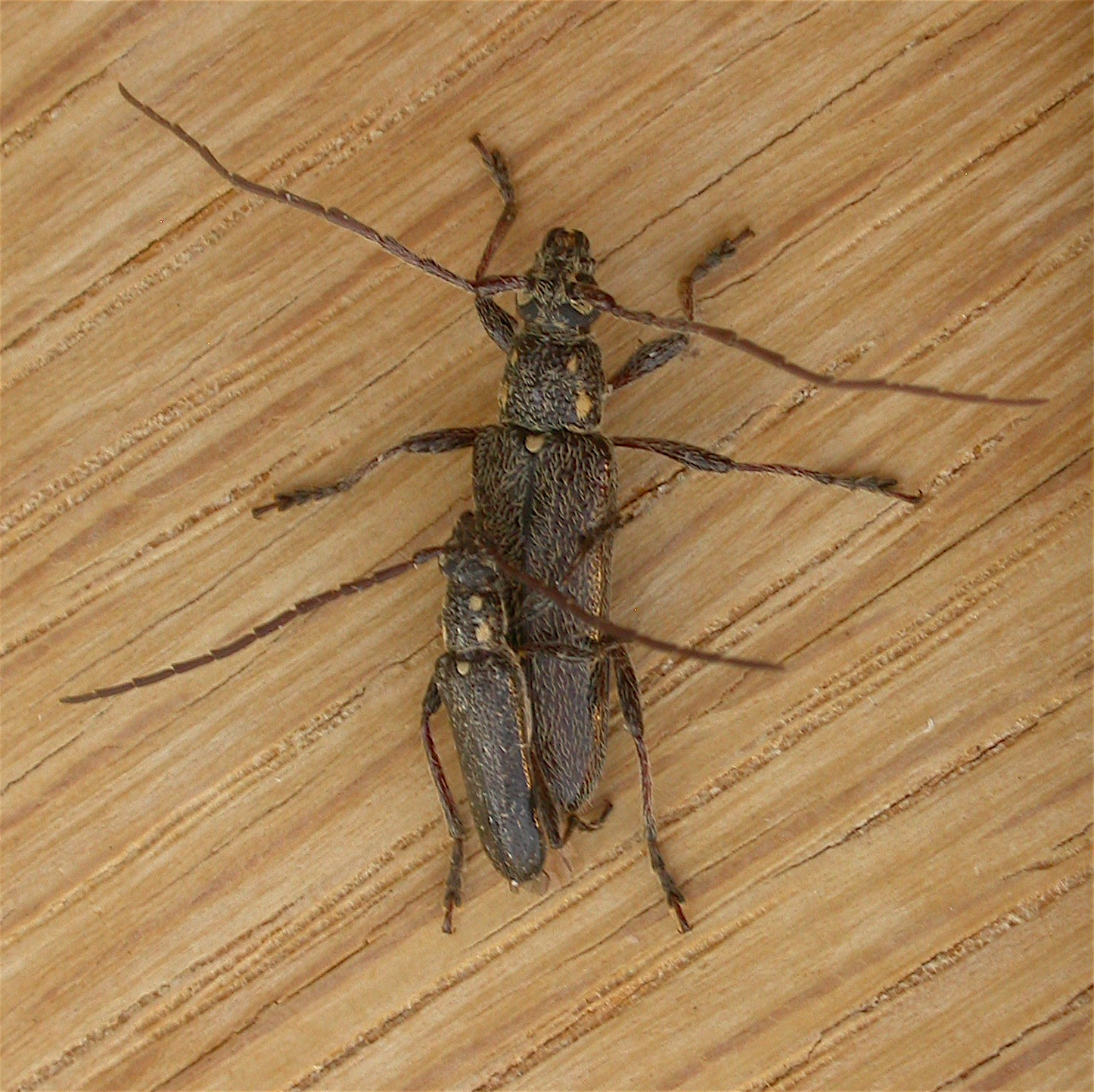